# Sant'Agata Bolognese
Sant'Agata Bolognese je malá obec v provincii Bologna v oblasti Emilia-Romagna na severu Itálie. Obec je sídlem výrobce luxusních automobilů Automobili Lamborghini. Obec je pojmenována po svaté Agátě Sicilské. V roce 2023 zde žilo přibližně 7 300 obyvatel.

## Ekonomika
V obci sídlí společnost Lamborghini, která vznikla jako firma vyrábějící zemědělské stroje a později se stala společností vyrábějící luxusní automobily.

## Osobnosti
- Nilla Pizzi (1919–2011) – zpěvačka
- Cinzia Bomoll – spisovatel
- Luciano Bovina – fotoreportér a dokumentarista
- Gilberto Canu – architekt a spisovatel
- Ferruccio Lamborghini (1916–1993) – zakladatel společnosti Lamborghini